# 로열 크리스마스: 세기의 결혼
《로열 크리스마스: 세기의 결혼》(영어: A Christmas Prince: The Royal Wedding)은 2018년 공개된 미국의 크리스마스 로맨틱 코미디 영화로, 존 슐츠가 감독을 맡았다. 2017년 영화 《로열 크리스마스》의 후속 작품이다.
《로열 크리스마스: 오 마이 베이비》(2019)로 이어진다.

## 줄거리
전편으로부터 일 년 뒤. 앰버의 활약으로 무사히 왕위에 오른 리처드는 앰버와 약혼을 한 상태이다. 그렇지만 왕비가 되기 위한 결혼 준비 과정은 험난하기만 하고, 국정 문제가 리처드를 괴롭힌다.

## 출연
- 로즈 매카이버
- 벤 램
- 앨리스 크리거
- 오너 니프시
- 세라 더글러스
- 대니얼 파더스
- 태히라 셔리프

## 기타 제작진
- 공동 제작: 네이선 앳킨스

## 같이 보기
- 크리스마스 영화 목록